# 小網寺
小網寺（こあみじ）は、千葉県館山市出野尾にある、真言宗智山派の寺院。山号は金剛山。本尊は不動明王。観音堂に聖観世音菩薩を祀る。

## 概要
寺伝によると、710年（和銅3年）行基が創建したと伝えられ、密教道場として隆盛を極めたという。1286年（弘安9年）物部国光は梵鐘を鋳造する。銘文にある「金剛山大荘厳寺」は小網寺の古称といわれている。称名寺の開山・審海の密教法具21点が伝わる。その後荒廃し、1475年（文明7年）宗秀が中興開山したという。里見義実は師檀の契り厚く、寺領を寄進する。1636年（寛永13年）徳川家光は朱印地25石を与える。

## 文化財

### 重要文化財
- 梵鐘 弘安9年（1286年）銘[1]

### 千葉県指定文化財
- 小網寺金銅密教法具

### 館山市指定文化財
- 木造聖観音立像

## 交通アクセス
- 東日本旅客鉄道内房線館山駅からタクシーで10分。

## 隣の札所
安房国札三十四観音霊場
31 長福寺 -- 32 小網寺 -- 33 観音院